# Karl Asplund

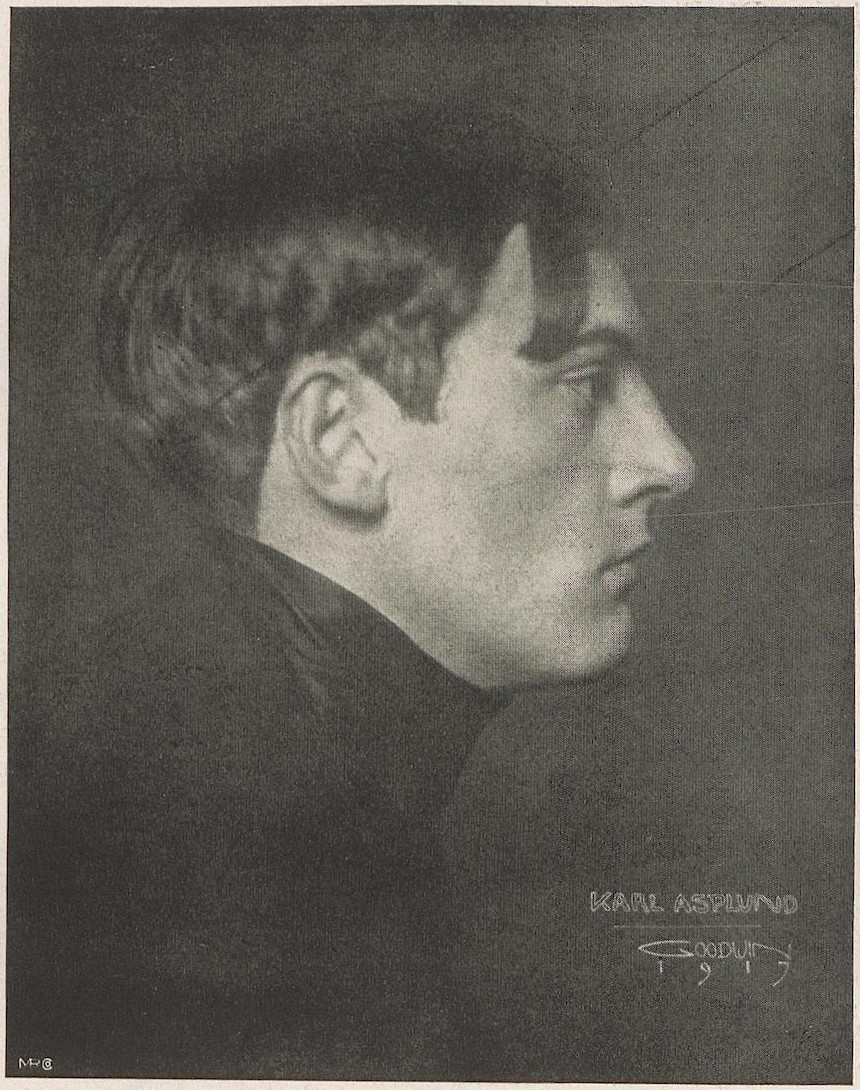
Henry B. Goodwin: Karl Asplund (1917)

Karl Asplund (geboren am 27. April 1890 in Jäder, Södermanland; gestorben am 3. April 1978 in Stockholm) war ein schwedischer Dichter, Kunsthistoriker, Schriftsteller und Übersetzer. Als Kunstkritiker verfasste er zudem Beiträge für Zeitschriften.

## Leben
Asplund war ein Sohn des Kaufmanns Conrad Asplund und dessen Frau Vendela Maria (geborene Sahlin). Sein älterer Bruder Erik Asplund (1888–1974) war Botaniker. Nach seinem Schulabschluss 1908 in Nyköping studierte er an der Universität  Uppsala Kunstgeschichte und schloss das Studium 1911 mit einem Bachelor of Arts ab. Im Jahr 1912 kam sein Erstlingswerk Studentrum, eine Sammlung von Kurzgeschichten, heraus. 1913 folgte Världsliga visor dikter. 1913 schloss er ein Studium der Philosophie an der Universität Stockholm an, wo er 1915 mit einer zweiteiligen Monographie über den Aquarellisten Egron Lundgren zum Dr. phil. promoviert wurde.
Seit 1916 arbeitete er für das Auktionshaus „Bukowskis konsthandel“, wo er in den Jahren 1929 bis 1953 als Geschäftsführer tätig war. In den Jahren 1914 bis 1921 war er als Kunstkritiker für Dagens Nyheter und anschließend 1922 bis 1934 für das Svenska Dagbladet tätig. Er verfasste Studien zu schwedischen Künstlern wie Ivar Arosenius (1878–1909) oder Axel Fridell (1894–1935) sowie Artikel zu schwedischen Künstlern für das Allgemeine Lexikon der Bildenden Künstler von der Antike bis zur Gegenwart.  Asplund war seit 1922 in der schwedischen Schriftstellervereinigung „Svenska PEN“ aktiv. Er war auch als Übersetzer tätig und übertrug englische oder französische Werke, wie beispielsweise Land of Heart’s Desire von William Butler Yeats. Im Jahr 1955 wurde er mit dem Dobloug-Preis ausgezeichnet.
Asplund war zweimal verheiratet:
- seit 1918 mit Astrid (geborene Fredriksson, 1896–1924), die früh an Lungentuberkulose starb,
- mit Viran (geborene Sjödin, * 1900).
  - Tochter Karin (* 1942).

## Publikationen (Auswahl)
- Egron Lundgren … (= Sveriges allmänna konstförenings publikation. Band 23–24). Band 1: 1815–1859. Band 2: 1859–1875. Norstedt, Stockholm 1915 (Hochschulschrift).
- Värjan. In: Ord och Bild. 26. Jahrgang. P. A. Norstedt & Söner, Stockholm 1917, S. 19–20 (schwedisch, runeberg.org).
- Axel Törnemans målningar från stadshusbygget. In: Ord och Bild. 26. Jahrgang. P. A. Norstedt & Söner, Stockholm 1919, S. 33–42 (schwedisch, runeberg.org).
- Anders Zorn: His Life and Work. The Studio, London 1921.
- Målaren Axel Fridell. In: Ord och Bild. 46. Jahrgang. P. A. Norstedt & Söner, Stockholm 1937, S. 625–630 (schwedisch, runeberg.org).
- Två Dikter. In: Bonniers litterära magasin. 11. Jahrgang, Nr. 6 (Juni–August). Bonniers, Stockholm 1942 (runeberg.org).